# Prödel
Prödel ist ein Ortsteil der gleichnamigen Ortschaft der Stadt Gommern im Landkreis Jerichower Land in Sachsen-Anhalt, Deutschland.

## Geografie
Prödel liegt zwischen Gommern und Zerbst/Anhalt. Die unmittelbaren Nachbarorte sind Leitzkau im Nordosten, Lübs im Süden und Dornburg im Westen. Das Umland fällt von Nordosten nach Südwesten in Richtung Elbe, die in Luftlinie drei Kilometer entfernt ist, rasch ab und hat für ostelbische Verhältnisse eine gute Bodenqualität. Ein Teil der Gemarkung Prödel liegt im Biosphärenreservat Mittelelbe.
Naturräumlich gehört der Ort zum Zerbster Land, einer ackergeprägten offenen Kulturlandschaft und 536 km² großen Haupteinheit der übergeordneten Haupteinheitengruppe des Fläming im norddeutschen Tiefland. Das Zerbster Land bildet die Südwestabdachung des Flämings zur Elbe und gehört zum Einzugsgebiet dieses Flusses.
Der Ort besitzt einen Haltepunkt an der Bahnstrecke Biederitz–Trebnitz. Hier verkehren stündlich Regionalexpresszüge nach Magdeburg, Dessau und Leipzig. Die Bundesstraße 184 erreicht man über eine Kreisstraße nach drei Kilometern in Leitzkau.

## Geschichte
Aus Bodenfunden geht hervor, dass in der Gegend um das heutige Prödel bereits in der Eisenzeit, also um 500 vor Christus, germanische Stämme siedelten. Nach dem Abzug (eines Teils) der Germanen im 3.–4. Jahrhundert nach Christus besiedelten slawische Stämme ab dem 7. Jahrhundert die Gebiete östlich der Elbe neu. Diese gaben Prödel auch den Namen, wobei „Predele“ im Slawischen so viel wie „Flurgrenze“ bedeutet.
Aufgrund der Lage von Prödel lässt sich vermuten, dass sich der Ortsname auf die Grenzziehung infolge des Slawenaufstandes von 982 zwischen dem „Magdeburger Brückenkopf“ und den slawisch kontrollierten Gebieten zurückführen lässt. Die südliche Grenze zwischen Deutschen und Slawen verlief entlang des alten Landwehrgrabens von Dornburg ausgehend über Prödel, Sielitz und Leitzkau.
In der Mitte des 12. Jahrhunderts gehörte Prödel zu den Besitzungen des Markgrafen Albrecht des Bären, was aus einer Urkunde des Erzbischofs Wichmann aus dem Jahre 1155 hervorgeht. Darin bestätigt Albrecht dem Kloster Leitzkau seine Gerechtsame an „Predele“ sowie der zwischen Prödel und Leitzkau gelegenen wüsten Mark Silitz. Nach dem Tode von Albrecht ging das Hoheitsrecht über Prödel an seinen Sohn Dietrich von Werben über. Nachdem dieser kinderlos verstarb, beerbte Bernhard von Sachsen seinen verstorbenen Bruder, was Bischof Baldram 1187 in einer Urkunde bestätigte.
Die sächsische Herrschaft dauert bis 1806, danach wurde das Amt Gommern dem französischen Königreich Westphalen überlassen, ehe es in den Befreiungskriegen 1813 von Preußen erobert wurde. Nach der preußischen Kreisreform von 1815 wurde Prödel in den Kreis Jerichow I der Provinz Sachsen eingegliedert, 1948 kam der Ort in den Landkreis Zerbst, am 1. Juli 1994 in den Landkreis Anhalt-Zerbst und im Zuge der Kreisreform Sachsen-Anhalt am 1. Juli 2007 in den Landkreis Jerichower Land.
Prödel war vom 1. Januar 1974 bis zum 31. März 1990 ein Ortsteil der Gemeinde Lübs.
Die Gemeinde war vom 1. Januar 2005 bis zum 30. Juni 2007 Mitglied der Verwaltungsgemeinschaft Elbe-Ehle-Nuthe. Davor gehörte sie der Verwaltungsgemeinschaft Zerbster Land an. Am 1. Januar 2008 wurde sie nach Gommern eingemeindet.

## Politik

### Bürgermeister
Als Ortschaft der Stadt Gommern übernimmt ein so genannter Ortschaftsrat die Wahrnehmung der speziellen Interessen des Ortes innerhalb bzw. gegenüber den Stadtgremien. Er wird aus neun Mitgliedern gebildet. Als weiteres ortsgebundenes Organ fungiert der Ortsbürgermeister, dieses Amt wird zurzeit von Jürgen Michalek (CDU) wahrgenommen.

### Wappen
| | Blasonierung: „Siebenmal geteilt von Silber über Rot; belegt mit dem grünen Rautenkranz und einem goldenen schräglinken Abtstab.“ |
| Wappenbegründung: Die Farben des Ortes sind Weiß (Silber) – Rot. Das Wappen vereinigt zwei alte Territorialwappen. Die mehrfache Teilung ist dem Wappen der Burggrafschaft Magdeburg entliehen, und der Kronenschrägbalken – auch Rautenkranz genannt – ist ein Hinweis auf die Zugehörigkeit zum Herzogtum Sachsen-Wittenberg. Der Abtsstab deutet den Klosterbesitz an. Diese Grundherrschaften waren einst für Prödel zuständig. Das Wappen wurde am 3. März 1992 in der Quedlinburger Wappenrolle unter der Nummer QWR II/92006 registriert. Das Wappen wurde von der Heraldischen Gesellschaft „Schwarzer Löwe“ Leipzig gestaltet und am 4. Juli 1995 durch das Regierungspräsidium Dessau genehmigt. | |

### Flagge
Die Flagge wurde vom Heraldiker Udo Glathe aus Quedlinburg gestaltet und am 30. August 1995 durch das Regierungspräsidium Dessau genehmigt.
Die Flagge ist weiß – rot (1:1) gestreift mit mittig aufgelegtem Gemeindewappen.

## Gedenkstätten
- Grabstätten auf dem Ortsfriedhof für zwei namentlich unbekannte Polen, die während des Zweiten Weltkrieges nach Deutschland verschleppt und Opfer von Zwangsarbeit wurden
- Grabstätte im ortsnahen Wald für einen polnischen Zwangsarbeiter, der vor seinen Mitgefangenen 1942 (nach anderen Angaben 1943) öffentlich gehängt wurde

## Sebastiankirche

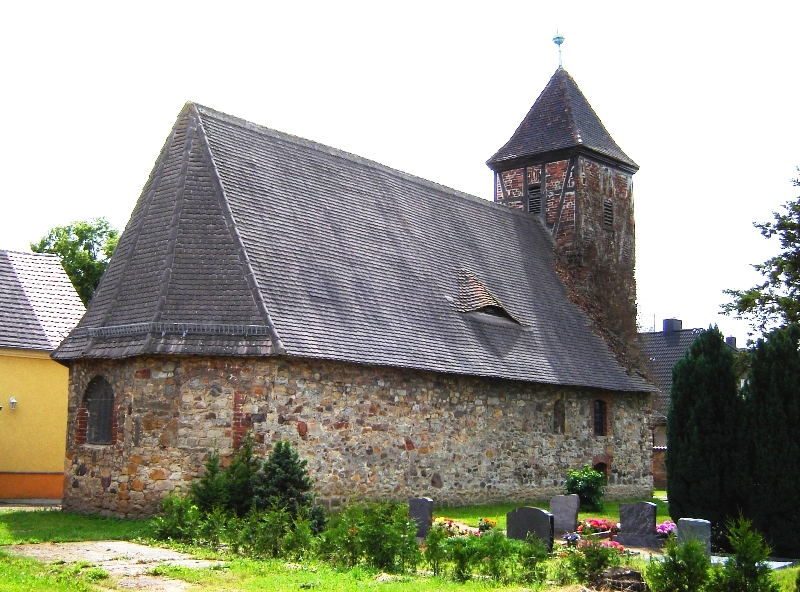
Sebastiankirche

Die Anfänge des evangelischen Gotteshauses lassen sich in die 1180er Jahre datieren. Zurückführen lässt sich dies auf eine ehemalige Altarplatte aus Sandstein, die irgendwann im Laufe der Jahrhunderte als Pflasterstein in den Fußboden im Chor der Kirche eingefügt worden ist. An die frühere Bestimmung der Platte erinnern vier Weihekreuze an den Ecken sowie eine mit Mauersteinen aufgefüllte Vertiefung, die einst für Reliquien bestimmt gewesen war. Im Stil des 12. Jahrhunderts lässt sich die Gravur „... DNI BALD ...“ erkennen, was sich zu „DOMINI BALDERAMI“ ergänzen lässt. Somit handelt es sich wohl um die Weiheplatte der Kirche von Bischof Baldram. In einer Urkunde aus dem Jahre 1187 bestätigt Bischof Baldram zudem die Zugehörigkeit von „Predele“ zum Kloster Leitzkau.
Das romanische Kirchenschiff, aus Bruchsteinen errichtet, ist bis heute im Wesentlichen erhalten geblieben. Ihm wurde im 16. Jahrhundert im Osten in gleicher Breite der dreiseitige Altarraum angefügt. Ebenfalls aus Bruchsteinen wurde 1627 unter Nutzung eines schon vorhandenen Sockels der quadratische Westturm errichtet. Sein Grundriss fällt schmaler als die Breite des Kirchenschiffs aus. Im 18. Jahrhundert erhielt der Turm durch das Aufsetzen eines Fachwerkgeschosses mit Zeltdach sein heutiges Aussehen.
Während das Kirchenschiff mit einem Satteldach versehen ist, wird der Innenraum mit einer reich bemalten Holzbalkendecke geschlossen. An der Westwand ist eine Empore angebracht. Der Altar ist mit einem von dem Magdeburger Künstler Elias Dalheim 1609 geschnitzten Aufsatz geschmückt, der in einem farbigen Relief die Abendmahlszene zeigt. Von einem Taufstein aus spätromanischer Zeit ist noch das Oberteil erhalten geblieben. Aus dem 18. Jahrhundert stammen die in der Kirche aufgestellten Epitaphien. 2002 wurde das Innere der Kirche gründlich renoviert.